# Sveti Ursmar
Sveti Ursmar (Floyon, Francuska, 27. srpnja 644. –  Abbey Lobbes, Belgija, 19. travnja 713.), biskup u Lwenu i apostol Flandrije, svetac Rimokatoličke Crkve.

## Životopis
Moguće je da je bio irskog podrijetla. Bio je učitelj sv. Ermina i prvi gvardijan samostana u Lobbes. On je zaslužan i za osnivanje opatije Aulne i Wallers. Njegov životopis je napisao Heriger od Lobbesa.
Zaštitnik je djece koja počinju kasno hodati. Njegov liturgijski spomen u Katoličkoj Crkvi slavi se 19. travnja.